# Ґала Джабер
Ґала Джабер — лівансько-британська журналістка. Народилася в Західній Африці. Пише статті для The Sunday Times. У 2003 році удостоєна премії Amnesty International UK Media Awards. Виграла премію Британської преси в 2005 і 2006 роках як кращий іноземний кореспондент року за висвітлення війни в Іраку, і в 2012 році за статті про виникнення лівійського повстання. Лауреатка премії Марти Ґеллгорн за журналістську роботу в Іраку в 2007 році.

## Робота
Її перша книга «Хезболла: народжена з помсти» була опублікована в 1997 році. Книга описує підйом і політичну програму Хезболли на тлі ліванських історичних подій з 1970 по 1997 роки. Друга книга — «Літаючий килим до Багдада: боротьба однієї жінки за двох сиріт війни» була опублікована у 2009 році та розповідає про її зусилля допомогти двом дівчатам під час війни в Іраку.

## Особисте життя
Ґала Джабер була одружена з фотографом Стівом Бентом до його смерті на Різдво 2011 року.

## Публікації
- Hezbollah: Born with a Vengeance (New York, NY: Columbia University Press, 1997). ISBN 978-0231108348.
- The Flying Carpet to Baghdad: One Woman's Fight for Two Orphans of War (London: Macmillan, 2009). ISBN 978-0-230-71485-4. UK edition

The Flying Carpet of Small Miracles: A Woman's Fight to Save Two Orphans (New York, NY: Riverhead Books, 2009). ISBN 978-0-670-06961-3. US edition

## Статті
- http://www.statewatch.org/cia/documents/ST-terror-reborn-in-falluja-ruins-18-12-05.pdf [Архівовано 3 березня 2016 у Wayback Machine.]
- http://www.timesonline.co.uk/tol/news/world/article675970.ece [Архівовано 23 листопада 2008 у Wayback Machine.]
- http://www.timesonline.co.uk/tol/news/world/article3868043.ece [Архівовано 12 травня 2008 у Wayback Machine.]